# NGC 3316-2
NGC 3316-2 is een spiraalvormig sterrenstelsel in het sterrenbeeld Waterslang. Het hemelobject ligt in de buurt van NGC 3316-1.

## Synoniemen
- ESO 501-54
- MCG -4-25-46
- AM 1035-271